# Шрайбман, Артём Геннадьевич
Артём Геннадьевич Шрайбман (бел. Арцём Генадзевіч Шрайбман; род. 1 октября 1991, Гомель) — белорусский политолог, аналитик, журналист. Внештатный автор портала TUT.BY, приглашённый эксперт Московского центра Карнеги и Берлинского центра Карнеги, основатель аналитического агентства Sense Analytics. С июня 2021 года проживал на Украине, с марта 2022 — в Варшаве.

## Биография

### Образование и карьера в Белоруссии
Родился в Гомеле. Учился в гимназии № 71 с углубленным изучением английского языка. Во время учёбы выигрывал олимпиады по математике и предмету «Человек. Общество. Государство». Был награждён премией специального фонда Президента Республики Беларусь по работе с одаренными учащимися.
Женат на журналистке Виктории Луд с июня 2017 года.
С 2012 по 2014 годы работал в белорусском новостном агентстве БелаПАН (год — внештатно, год — штатным корреспондентом). Сотрудничал с англоязычным аналитическим порталом о Республике Беларусь — BelarusDigest.com. Стажировался в немецком Бундестаге в команде Оливера Косчмарека из Социально-демократической партии Германии, а также 1 месяц в деловом еженедельнике «Белорусы и рынок».
В 2014 году окончил Белорусский государственный университет (Минск), бакалавр по специальности «Международное право»; в 2018 году — Лондонскую школу экономики, магистр по специальности «Политика и коммуникация».
С 2014 по 2019 годы отвечал за раздел «Политика» на белорусском портале TUT.BY. С 2019 года он публикуется в издании как независимый эксперт.
В 2016-2022 годах сотрудничал с Московским центром Карнеги в качестве приглашённого эксперта по темам внутренней и внешней политики Белоруссии. С 2023 года сотрудничает с Берлинским центром Карнеги.
В 2016 году он в течение полугода работал советником постоянного координатора ООН по вопросам политического развития страны.
В 2019 году основал собственное аналитическое агентство Sense Analytics, которое издает аналитические бюллетени на английском и русском языке по подписке. В изданиях собирается основная информация про политическую и экономическую ситуацию в Беларуси. Бюллетени приобретают дипломатические представительства, политические фонды и международные организации, которые работают с Беларусью.

### Эмиграция
3 июня 2021 года покинул РБ, разместив 5 июня сообщение, объяснявшее, что уехал из-за угрозы его безопасности, возникшей, по его утверждению, вследствие упоминания в беседе Романа Протасевича на канале ОНТ его роли в координации уличных протестов в 2020 году. Находясь на Украине, пояснил, что «добирался окольными тропами».
2 декабря 2021 года телеграм-канал Артема Шрайбмана признан экстремистским. Соответствующее постановление вынесено судом Железнодорожного района города Витебска по материалам 7-го управления ГУБОПиКа.
В конце февраля 2022 года, сразу после начала российского вторжения, покинул Киев и уехал в Венгрию, затем в Варшаву.

## Проекты
С августа 2018 года ведет свой канал в Telegram, в котором анонсирует публикации в онлайн-изданиях, интервью и делится собственными рассуждениями о политической ситуации в Беларуси. Канал активно рос с начала апреля 2020 года, когда началась президентская избирательная кампания. По состоянию на июнь 2021 года количество подписчиков канала t.me/shraibman составляет более 52 тысяч человек, и он находится в первой двадцатке белорусских каналов про политику.
На официальном YouTube-канале TUT.BY с января 2019 по апрель 2020 выходила программа «Разжевано». В коротких роликах в лаконичной манере А. Шрайбман рассказывал об актуальных общественно-политических событиях в Беларуси. Последний ролик программы вышел в апреле 2020 года и был посвящен реакции белорусских властей на коронавирус.
На YouTube-канале «TUT.BY. Политика» в период президентских выборов 2020 года вышли интервью А. Шрайбмана с ведущими политиками: с незарегистрированными кандидатами в президенты Виктором Бабарико и Валерием Цепкало, с кандидатом в президенты Светланой Тихановской, которая на передаче была вместе с Вероникой Цепкало и Марией Колесниковой.